# Guwahati
Guwahati (assamès গুৱাহাটী, fins a 1985 Gauhati, Gawhati, Gowhati i Ghowatty, derivat de Goa Hathi, terra alta coberta de palmeres) és una ciutat d'Assam la més gran del nord-est de l'Índia i capital del districte de Kamrup. Dispur, que forma part de Guwhati, és la residpencia del govern de l'estat d'Assam el que converteix a Guwhati en la capital de l'estat.
És la cinquena ciutat que més creix de l'Índia i està entre les 100 que més creixen del món. S'estén entre el Lokpriya Gopinath Bordoloi International Airport a l'oest fins al riu Narengi a l'est, durant 45 km i entre el riu Brahmaputra al nord i les muntanyes de Shillong al sud, uns 15 km. La municipalitat (Guwahati Municipal Corporation, GMC) té una superfície de 216 km² (i la Guwahati Metropolitan Development Authority 340 km²) i la població al cens del 2001 era de 808.021 i actualment ha superat el milió d'habitants (el 1901 tenia 14.244 habitants el 1971 uns 200.000).

## Història
Les excavacions han permès reconstruir la seva història després del segle vi. Coneguda com a Pragjyotishpura i Durjoya en diversos períodes, fou capital sota les dinastia Varman i Pala del regne de Kamrup o Kamarupa. Durant el regnat de Varman Bhaskaravarma (segle VII) era seu d'una força naval de 30.000 bots amb mariners que coneixen les rutes de navegació de l'Índic a la Xina. Fou capital d'Assam fins al segle XI sota els reis de la dinastia Pala. Després va perdre importància.

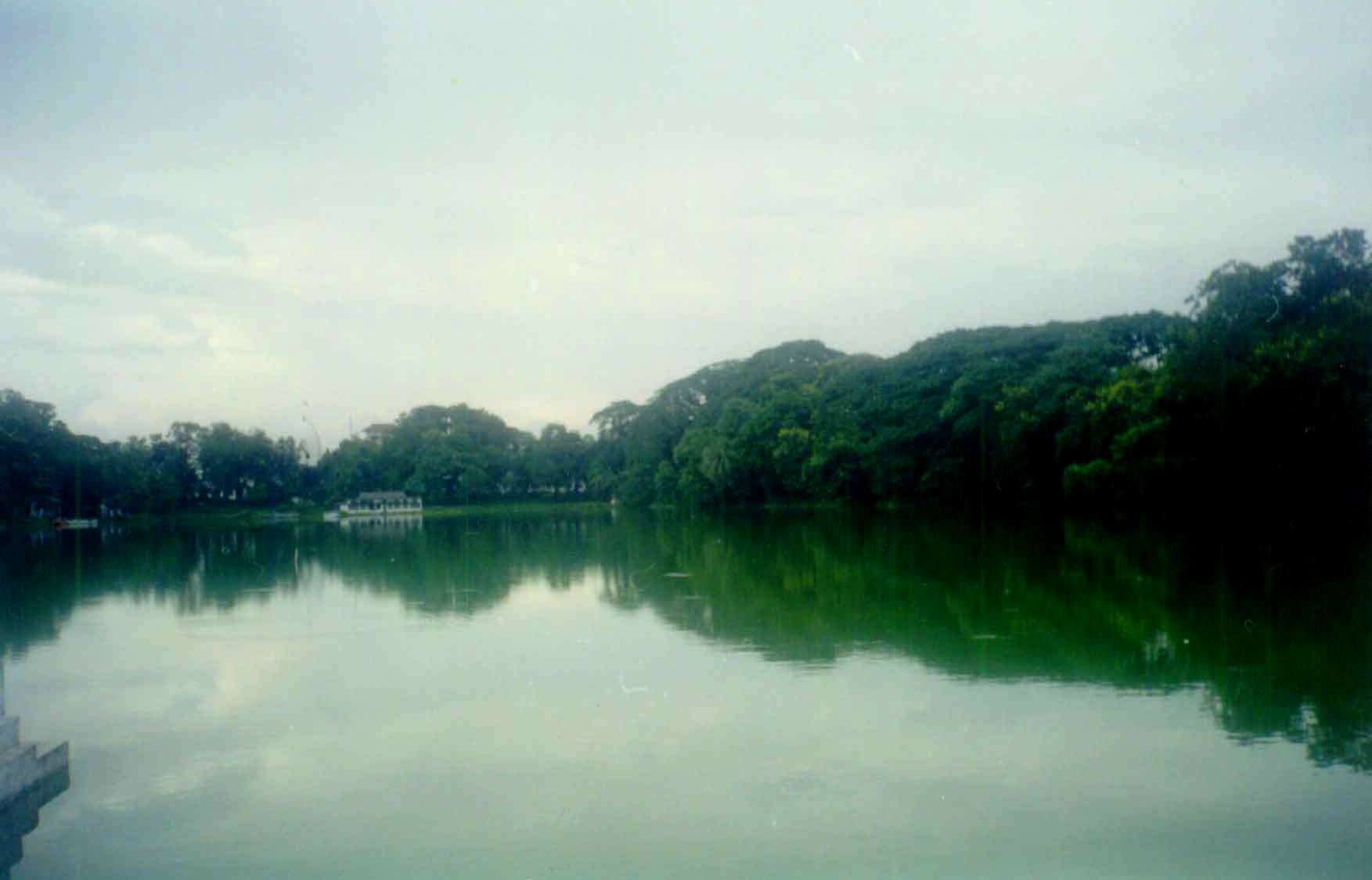
Digholy Pukhury, Guwahati

Destruït el regne de Kamata entre el segle XII i el XV, la ciutat va esdevenir una posició entre el regne de Koch Bihar i els dels Ahom d'Assam. Més tard la part occidental del regne Koch va passar als mogols i l'oriental va quedar sota dependència dels ahoms; la frontera entre els dos poder va variar entre els rius Kartoya, Manas, i Barnadi, però Guwhati fou sempre una posició de frontera. Fins al segle XVI pertanyé al regne de Koch Bihar però al segle XVII fou escenari de lluites entre mogols i ahoms i fou conquerida i reconquerida almenys vuit vegades en el termini de 50 anys. Els mogols van atacar Assam 17 vegades i algunes van capturar Gawhati. El 1671 es va lliurar a la seva rodalia la batalla de Saraighat; els mogols foren rebutjats pel Borphukan Lachit. El 1681 els mogols foren expulsats d'Assam i en endavant va ser part del regne dels ahoms i seu del Borphukan, l'autoritat civil i militar del Baix Assam, nomenat pels reis ahoms. El 1786, Rangpur fou capturada pels moamàries i els reis ahoms van traslladar la seva capital a Gawhati on es van fer treball de fortificació, edificis, cisternes i altres, restes dels quals encara es conserven; la ciutat s'estenia pels dos costats del Brahmaputra però la part al nord del riu pertanyia als rajes de Bijni, vassalls dels reis ahoms (que l'havien comprat al final del segle XVI). El 1809 fou visitada per Buchanan Hamilton que la descriu com en greu decadència i pobre.
Quan Assam fou conquerit als birmans (el 1825 durant la guerra de 1824-1826) i cedit (1826), Gawhati fou designada capital del territori (divisió de Gawhati). El 1874 quan es va formar la província d'Assam sota un comissionat en cap, la capital fou traslladada a Shillong. El 1878 fou creada la municipalitat. Fou destruïda en part per un terratrèmol el 1897 però reconstruïda. Va començar el seu creixement espectacular vers 1980.